# Callaghan remet ça
Callaghan remet ça («Callaghan lo hace de nuevo» en francés) es una película francesa de 1961 dirigida por Willy Rozier, y protagonizada por Tony Wright. Es la última de una trilogía cinematográfica sobre las aventuras del investigador privado Callaghan, después de À toi de jouer, Callaghan y Plus de whisky pour Callaghan.

## Argumento
Callaghan investiga el robo de unos valiosos diamantes. La pista le conduce hasta un lujoso yate, y a una fiesta muy especial.

## Reparto
- Tony Wright: Slim Callaghan.
- Geneviève Kervine: Carola.
- André Luguet: Neck.
- Fabienne Dali
- Nicolas Vogel
- Yvette Maurech
- Philippe Guégan
- Émile Marin
- Willy Rey
- Jean Francel
- Joëlle Bernard
- Jean Lara
- Robert Berri
- Jean Combal
- Jean-Pierre Zola